# O Escaravelho de Ouro (poema)
O Escaravelho de Ouro é um poema longo escrito por Oswald de Andrade, um dos grandes nomes do Modernismo brasileiro, em 1946. É dedicado a Antonieta Marília, sua filha com Maria Antonieta d'Alckmin (a quem dedica Cântico dos Cânticos para Flauta e Violão). Tem referências obscuras, e se aproxima da estética surrealista. Vera Maria Chalmers, em um artigo sobre o texto, aproxima-o da obra de De Chirico. De fato, um quadro do pintor surrealista fazia parte da coleção do poeta, como aponta a autora. Uma das partes intitula-se Páscoa de Giorgio de Chirico, . A estudiosa afirma, ainda: "O poema 'O escaravelho de ouro' se destaca na obra do poeta mais por seu hermetismo que o aproxima dos poetas surrealistas da geração de trinta, do que pela invenção poética [...] 'O escaravelho de ouro' é interessante pelo seu caráter fetichista, único em toda obra do poeta". Ela também aproxima o poema a um conto de Edgar Allan Poe.